# Минхен
Минхен (бав. Minga) у старим српским изворима Монаково, је главни и најнасељенији град Баварске, друге најнасељеније савезне државе Немачке. Са становништвом од око 1,5 милиона, трећи је град по броју становника у Немачкој, после Берлина и Хамбурга, а дванаести је највећи град у Европској унији. Градска метрополитанска област је дом за нешто више од 6 милиона људи. Простирући се на обалама реке Изар (притока Дунава) северно од Баварских Алпа, град је седиште баварске административне регије Горња Баварска и уједно је општина са највећом густином насељености у Немачкој (око 4.500 стан./км²). Минхен је други највећи град на баварском говорном подручју, одмах после аустријске престонице Беча.
Град је глобално средиште уметности, науке, технологије, финансија, издавалаштва, културе, иновација, образовања, пословања и туризма и има веома висок стандард и квалитет живота, што га је поставило на прво место у Немачкој и треће у свету према Мерсер истраживању 2018. године. а проглашен је и најбољим градом за живота према Монокловом истраживању 2018. године. Према Институту за истраживање глобализације и светско рангирање, Минхен се сматра алфа градом од 2015. године. Минхен је главно међународно средиште инжењерства, науке, иновација и истраживања, што доказује присуство два истраживачка универзитета, мноштво научних институција у граду и његовој околини, као и свјетски познати технолошки и научни музеји као што су Немачки музеј и Бе-ем-веов музеј. У Минхену се налази мноштво мултинационалних компанија и његова привреда је заснована високој технологији, аутомобилима, услужном сектору и креативној индустрији, као и информационим технологијама, биотехнологији, инжењерству и електроници између осталих.
Минхен се први пут помиње 1158. године. Католички Минхен се снажно одупирао реформацији и био је политичка тачка дивергенције током Тридесетогодишњег рата, али је остао физички нетакнут упркос окупацији протестантских Швеђана. Када је Баварска успостављена као суверена краљевине 1806. године, постала је европско средиште уметности, архитектуре, културе и науке. Током Немачке револуције 1918. године, владајућа династија Вителсбах, која је Баварском владала од 1180. године, приморана је да абдицира у Минхену и проглашена је краткотрајна социјалистичка држава.
Двадесетих година 20. века, Минхен је постао дом за неколико политичких организација, међу којима је била и Нацистичка партија. Прво покушај нацистичкој покрета да преузме немачку владу 1923. године у Пивничком пучу зауставила је баварска полиција у Минхену пуцњевима. Након ступања нациста на власт, Минхен је проглашен „престоницом покрета”. Током Другог светског рата, Минхен је тешко бомбардован и 50% целог града и 90% историјског средишта града је уништено. Након послератне америчке окупације 1949. године, током година Економског чуда (њем. Wirtschaftswunder) дошло је до великог раста броја становника и економске моћи. За разлику од осталих немачких градова који су тешко бомбардовани, Минхен је обновио већину свог традиционалног крајолика и био је домаћин Летњих олимпијских игара 1972. године. Осамдесете године 20. века биле су године снажног економског раста, високотехнолошке индустрије и научних институција, као и раста броја становника. Град је дом великим корпорацијама, као што су Бе-ем-ве, Сименс, МАН, Линде, Алијанц и Минхен Ре.
У Минхену се налазе многи универзитети, музеји и позоришта. Бројне архитектонске атракције, спортски догађаји, изложбе и годишњи Октобарфест привлаче значајан број туриста. Минхен је један од најпросперитетнијих и најбрже растућих градова у Њемачкој. Налази се на самом врху миграцијских дестинација. У Минхену живи више од 530.000 људи страног порекла, што чини 37,7% укупног становништва.

## Географија
Минхен се налази на обалама реке Изар, на самим обронцима Алпа и на надморској висини од 530 m. Пошто су се у старом и средњем веку овде укрштали путеви од запада према истоку и од севера према југу Минхен је постао јако значајна раскрсница путева као и трговачки центар те регије. Захваљујући овом географском положају Минхен и дан данас представља важну раскрсницу путева како копнених тако и ваздушних.

### Клима
| Клима Минхена (Dreimühlenviertel), елевација: 515 m и 535 m, 1981–2010 нормале, екстреми 1954–садашњост | Клима Минхена (Dreimühlenviertel), елевација: 515 m и 535 m, 1981–2010 нормале, екстреми 1954–садашњост | Клима Минхена (Dreimühlenviertel), елевација: 515 m и 535 m, 1981–2010 нормале, екстреми 1954–садашњост | Клима Минхена (Dreimühlenviertel), елевација: 515 m и 535 m, 1981–2010 нормале, екстреми 1954–садашњост | Клима Минхена (Dreimühlenviertel), елевација: 515 m и 535 m, 1981–2010 нормале, екстреми 1954–садашњост | Клима Минхена (Dreimühlenviertel), елевација: 515 m и 535 m, 1981–2010 нормале, екстреми 1954–садашњост | Клима Минхена (Dreimühlenviertel), елевација: 515 m и 535 m, 1981–2010 нормале, екстреми 1954–садашњост | Клима Минхена (Dreimühlenviertel), елевација: 515 m и 535 m, 1981–2010 нормале, екстреми 1954–садашњост | Клима Минхена (Dreimühlenviertel), елевација: 515 m и 535 m, 1981–2010 нормале, екстреми 1954–садашњост | Клима Минхена (Dreimühlenviertel), елевација: 515 m и 535 m, 1981–2010 нормале, екстреми 1954–садашњост | Клима Минхена (Dreimühlenviertel), елевација: 515 m и 535 m, 1981–2010 нормале, екстреми 1954–садашњост | Клима Минхена (Dreimühlenviertel), елевација: 515 m и 535 m, 1981–2010 нормале, екстреми 1954–садашњост | Клима Минхена (Dreimühlenviertel), елевација: 515 m и 535 m, 1981–2010 нормале, екстреми 1954–садашњост | Клима Минхена (Dreimühlenviertel), елевација: 515 m и 535 m, 1981–2010 нормале, екстреми 1954–садашњост |
| Показатељ \ Месец                                                                                       | .Јан.                                                                                                   | .Феб.                                                                                                   | .Мар.                                                                                                   | .Апр.                                                                                                   | .Мај.                                                                                                   | .Јун.                                                                                                   | .Јул.                                                                                                   | .Авг.                                                                                                   | .Сеп.                                                                                                   | .Окт.                                                                                                   | .Нов.                                                                                                   | .Дец.                                                                                                   | .Год.                                                                                                   |
| --- | --- | --- | --- | --- | --- | --- | --- | --- | --- | --- | --- | --- | --- |
| Апсолутни максимум, °C (°F)                                                                             | 18,9 (66)                                                                                               | 21,4 (70,5)                                                                                             | 24,0 (75,2)                                                                                             | 32,2 (90)                                                                                               | 31,8 (89,2)                                                                                             | 35,2 (95,4)                                                                                             | 37,5 (99,5)                                                                                             | 37,0 (98,6)                                                                                             | 31,8 (89,2)                                                                                             | 28,2 (82,8)                                                                                             | 24,2 (75,6)                                                                                             | 21,7 (71,1)                                                                                             | 37,5 (99,5)                                                                                             |
| Максимум, °C (°F)                                                                                       | 3,5 (38,3)                                                                                              | 5,0 (41)                                                                                                | 9,5 (49,1)                                                                                              | 14,2 (57,6)                                                                                             | 19,1 (66,4)                                                                                             | 21,9 (71,4)                                                                                             | 24,4 (75,9)                                                                                             | 23,9 (75)                                                                                               | 19,4 (66,9)                                                                                             | 14,3 (57,7)                                                                                             | 7,7 (45,9)                                                                                              | 4,2 (39,6)                                                                                              | 13,9 (57)                                                                                               |
| Просек, °C (°F)                                                                                         | 0,3 (32,5)                                                                                              | 1,4 (34,5)                                                                                              | 5,3 (41,5)                                                                                              | 9,4 (48,9)                                                                                              | 14,3 (57,7)                                                                                             | 17,2 (63)                                                                                               | 19,4 (66,9)                                                                                             | 18,9 (66)                                                                                               | 14,7 (58,5)                                                                                             | 10,1 (50,2)                                                                                             | 4,4 (39,9)                                                                                              | 1,3 (34,3)                                                                                              | 9,7 (49,5)                                                                                              |
| Минимум, °C (°F)                                                                                        | −2,5 (27,5)                                                                                             | −1,9 (28,6)                                                                                             | 1,6 (34,9)                                                                                              | 4,9 (40,8)                                                                                              | 9,4 (48,9)                                                                                              | 12,5 (54,5)                                                                                             | 14,5 (58,1)                                                                                             | 14,2 (57,6)                                                                                             | 10,5 (50,9)                                                                                             | 6,6 (43,9)                                                                                              | 1,7 (35,1)                                                                                              | −1,2 (29,8)                                                                                             | 5,9 (42,6)                                                                                              |
| Апсолутни минимум, °C (°F)                                                                              | −22,2 (−8)                                                                                              | −25,4 (−13,7)                                                                                           | −16,0 (3,2)                                                                                             | −6,0 (21,2)                                                                                             | −2,3 (27,9)                                                                                             | 1,0 (33,8)                                                                                              | 6,5 (43,7)                                                                                              | 4,8 (40,6)                                                                                              | 0,6 (33,1)                                                                                              | −4,5 (23,9)                                                                                             | −11,0 (12,2)                                                                                            | −20,7 (−5,3)                                                                                            | −25,4 (−13,7)                                                                                           |
| Количина падавина, mm (in)                                                                              | 48 (1,89)                                                                                               | 46 (1,81)                                                                                               | 65 (2,56)                                                                                               | 65 (2,56)                                                                                               | 101 (3,98)                                                                                              | 118 (4,65)                                                                                              | 122 (4,8)                                                                                               | 115 (4,53)                                                                                              | 75 (2,95)                                                                                               | 65 (2,56)                                                                                               | 61 (2,4)                                                                                                | 65 (2,56)                                                                                               | 944 (37,17)                                                                                             |
| Сунчани сати — месечни просек                                                                           | 79 | 96 | 133 | 170 | 209 | 210 | 238 | 220 | 163 | 125 | 75 | 59 | 1.777                                                                                                   |
| Извор #1: DWD                                                                                           | | | | | | | | | | | | | |
| Извор #2: SKlima.de                                                                                     | | | | | | | | | | | | | |

| Клима Минхена (Минхенски аеродром), елевација: 447 m, 1971–2000 нормале | Клима Минхена (Минхенски аеродром), елевација: 447 m, 1971–2000 нормале | Клима Минхена (Минхенски аеродром), елевација: 447 m, 1971–2000 нормале | Клима Минхена (Минхенски аеродром), елевација: 447 m, 1971–2000 нормале | Клима Минхена (Минхенски аеродром), елевација: 447 m, 1971–2000 нормале | Клима Минхена (Минхенски аеродром), елевација: 447 m, 1971–2000 нормале | Клима Минхена (Минхенски аеродром), елевација: 447 m, 1971–2000 нормале | Клима Минхена (Минхенски аеродром), елевација: 447 m, 1971–2000 нормале | Клима Минхена (Минхенски аеродром), елевација: 447 m, 1971–2000 нормале | Клима Минхена (Минхенски аеродром), елевација: 447 m, 1971–2000 нормале | Клима Минхена (Минхенски аеродром), елевација: 447 m, 1971–2000 нормале | Клима Минхена (Минхенски аеродром), елевација: 447 m, 1971–2000 нормале | Клима Минхена (Минхенски аеродром), елевација: 447 m, 1971–2000 нормале | Клима Минхена (Минхенски аеродром), елевација: 447 m, 1971–2000 нормале |
| Показатељ \ Месец                                                       | .Јан.                                                                   | .Феб.                                                                   | .Мар.                                                                   | .Апр.                                                                   | .Мај.                                                                   | .Јун.                                                                   | .Јул.                                                                   | .Авг.                                                                   | .Сеп.                                                                   | .Окт.                                                                   | .Нов.                                                                   | .Дец.                                                                   | .Год.                                                                   |
| ----------------------------------------------------------------------- | ----------------------------------------------------------------------- | ----------------------------------------------------------------------- | ----------------------------------------------------------------------- | ----------------------------------------------------------------------- | ----------------------------------------------------------------------- | ----------------------------------------------------------------------- | ----------------------------------------------------------------------- | ----------------------------------------------------------------------- | ----------------------------------------------------------------------- | ----------------------------------------------------------------------- | ----------------------------------------------------------------------- | ----------------------------------------------------------------------- | ----------------------------------------------------------------------- |
| Апсолутни максимум, °C (°F)                                             | 17,2 (63)                                                               | 21,1 (70)                                                               | 23,3 (73,9)                                                             | 32,2 (90)                                                               | 31,2 (88,2)                                                             | 35,2 (95,4)                                                             | 36,2 (97,2)                                                             | 37,1 (98,8)                                                             | 31,7 (89,1)                                                             | 27,0 (80,6)                                                             | 22,9 (73,2)                                                             | 20,5 (68,9)                                                             | 37,1 (98,8)                                                             |
| Максимум, °C (°F)                                                       | 2,7 (36,9)                                                              | 4,3 (39,7)                                                              | 9,0 (48,2)                                                              | 12,5 (54,5)                                                             | 18,0 (64,4)                                                             | 20,5 (68,9)                                                             | 23,1 (73,6)                                                             | 23,0 (73,4)                                                             | 18,8 (65,8)                                                             | 13,2 (55,8)                                                             | 6,9 (44,4)                                                              | 3,7 (38,7)                                                              | 12,98 (55,36)                                                           |
| Минимум, °C (°F)                                                        | −3,7 (25,3)                                                             | −3,2 (26,2)                                                             | 0,1 (32,2)                                                              | 2,8 (37)                                                                | 7,2 (45)                                                                | 10,4 (50,7)                                                             | 12,6 (54,7)                                                             | 12,3 (54,1)                                                             | 8,9 (48)                                                                | 4,7 (40,5)                                                              | 0,2 (32,4)                                                              | −2,3 (27,9)                                                             | 4,17 (39,5)                                                             |
| Апсолутни минимум, °C (°F)                                              | −30,5 (−22,9)                                                           | −31,6 (−24,9)                                                           | −15,5 (4,1)                                                             | −6,1 (21)                                                               | −2,7 (27,1)                                                             | −2,7 (27,1)                                                             | 3,8 (38,8)                                                              | 3,8 (38,8)                                                              | 0,0 (32)                                                                | −6,1 (21)                                                               | −14,4 (6,1)                                                             | −21,1 (−6)                                                              | −31,6 (−24,9)                                                           |
| Количина падавина, mm (in)                                              | 48 (1,89)                                                               | 45 (1,77)                                                               | 58 (2,28)                                                               | 70 (2,76)                                                               | 93 (3,66)                                                               | 128 (5,04)                                                              | 132 (5,2)                                                               | 111 (4,37)                                                              | 86 (3,39)                                                               | 65 (2,56)                                                               | 71 (2,8)                                                                | 61 (2,4)                                                                | 968 (38,12)                                                             |
| Дани са падавинама (≥ 1.0 mm)                                           | 10,0                                                                    | 8,6                                                                     | 10,5                                                                    | 10,9                                                                    | 11,6                                                                    | 13,8                                                                    | 12,0                                                                    | 11,4                                                                    | 9,6                                                                     | 9,1                                                                     | 10,7                                                                    | 11,2                                                                    | 129,4                                                                   |
| Релативна влажност, %                                                   | 80                                                                      | 74                                                                      | 62                                                                      | 57                                                                      | 55                                                                      | 58                                                                      | 55                                                                      | 55                                                                      | 61                                                                      | 71                                                                      | 80                                                                      | 81                                                                      | 65,8                                                                    |
| Сунчани сати — месечни просек                                           | 61                                                                      | 84                                                                      | 128                                                                     | 157                                                                     | 199                                                                     | 209                                                                     | 237                                                                     | 213                                                                     | 173                                                                     | 129                                                                     | 69                                                                      | 49                                                                      | 1.708                                                                   |
| Извор #1: WMO                                                           |                                                                         |                                                                         |                                                                         |                                                                         |                                                                         |                                                                         |                                                                         |                                                                         |                                                                         |                                                                         |                                                                         |                                                                         |                                                                         |
| Извор #2: Climatedata.eu                                                |                                                                         |                                                                         |                                                                         |                                                                         |                                                                         |                                                                         |                                                                         |                                                                         |                                                                         |                                                                         |                                                                         |                                                                         |                                                                         |

| Клима Минхена (Минхенски аеродром), елевација: 447 m, 1961-1990 нормале и екстреми | Клима Минхена (Минхенски аеродром), елевација: 447 m, 1961-1990 нормале и екстреми | Клима Минхена (Минхенски аеродром), елевација: 447 m, 1961-1990 нормале и екстреми | Клима Минхена (Минхенски аеродром), елевација: 447 m, 1961-1990 нормале и екстреми | Клима Минхена (Минхенски аеродром), елевација: 447 m, 1961-1990 нормале и екстреми | Клима Минхена (Минхенски аеродром), елевација: 447 m, 1961-1990 нормале и екстреми | Клима Минхена (Минхенски аеродром), елевација: 447 m, 1961-1990 нормале и екстреми | Клима Минхена (Минхенски аеродром), елевација: 447 m, 1961-1990 нормале и екстреми | Клима Минхена (Минхенски аеродром), елевација: 447 m, 1961-1990 нормале и екстреми | Клима Минхена (Минхенски аеродром), елевација: 447 m, 1961-1990 нормале и екстреми | Клима Минхена (Минхенски аеродром), елевација: 447 m, 1961-1990 нормале и екстреми | Клима Минхена (Минхенски аеродром), елевација: 447 m, 1961-1990 нормале и екстреми | Клима Минхена (Минхенски аеродром), елевација: 447 m, 1961-1990 нормале и екстреми | Клима Минхена (Минхенски аеродром), елевација: 447 m, 1961-1990 нормале и екстреми |
| Показатељ \ Месец                                                                  | .Јан.                                                                              | .Феб.                                                                              | .Мар.                                                                              | .Апр.                                                                              | .Мај.                                                                              | .Јун.                                                                              | .Јул.                                                                              | .Авг.                                                                              | .Сеп.                                                                              | .Окт.                                                                              | .Нов.                                                                              | .Дец.                                                                              | .Год.                                                                              |
| ---------------------------------------------------------------------------------- | ---------------------------------------------------------------------------------- | ---------------------------------------------------------------------------------- | ---------------------------------------------------------------------------------- | ---------------------------------------------------------------------------------- | ---------------------------------------------------------------------------------- | ---------------------------------------------------------------------------------- | ---------------------------------------------------------------------------------- | ---------------------------------------------------------------------------------- | ---------------------------------------------------------------------------------- | ---------------------------------------------------------------------------------- | ---------------------------------------------------------------------------------- | ---------------------------------------------------------------------------------- | ---------------------------------------------------------------------------------- |
| Апсолутни максимум, °C (°F)                                                        | 14,0 (57,2)                                                                        | 20,1 (68,2)                                                                        | 23,7 (74,7)                                                                        | 27,4 (81,3)                                                                        | 30,0 (86)                                                                          | 33,6 (92,5)                                                                        | 36,7 (98,1)                                                                        | 33,9 (93)                                                                          | 31,0 (87,8)                                                                        | 26,2 (79,2)                                                                        | 20,0 (68)                                                                          | 17,0 (62,6)                                                                        | 36,7 (98,1)                                                                        |
| Максимум, °C (°F)                                                                  | 1,1 (34)                                                                           | 3,5 (38,3)                                                                         | 8,4 (47,1)                                                                         | 13,3 (55,9)                                                                        | 18,0 (64,4)                                                                        | 21,4 (70,5)                                                                        | 23,3 (73,9)                                                                        | 22,9 (73,2)                                                                        | 19,4 (66,9)                                                                        | 13,6 (56,5)                                                                        | 6,5 (43,7)                                                                         | 2,3 (36,1)                                                                         | 12,81 (55,04)                                                                      |
| Просек, °C (°F)                                                                    | −2,2 (28)                                                                          | −0,4 (31,3)                                                                        | 3,4 (38,1)                                                                         | 7,6 (45,7)                                                                         | 12,2 (54)                                                                          | 15,4 (59,7)                                                                        | 17,3 (63,1)                                                                        | 16,6 (61,9)                                                                        | 13,4 (56,1)                                                                        | 8,2 (46,8)                                                                         | 2,8 (37)                                                                           | −0,9 (30,4)                                                                        | 7,78 (46,01)                                                                       |
| Минимум, °C (°F)                                                                   | −5,0 (23)                                                                          | −3,7 (25,3)                                                                        | 0,4 (32,7)                                                                         | 2,9 (37,2)                                                                         | 7,1 (44,8)                                                                         | 10,4 (50,7)                                                                        | 12,0 (53,6)                                                                        | 11,7 (53,1)                                                                        | 8,8 (47,8)                                                                         | 4,5 (40,1)                                                                         | 0,2 (32,4)                                                                         | −3,5 (25,7)                                                                        | 3,82 (38,87)                                                                       |
| Апсолутни минимум, °C (°F)                                                         | −28,0 (−18,4)                                                                      | −29,0 (−20,2)                                                                      | −21,8 (−7,2)                                                                       | −5,6 (21,9)                                                                        | −3,2 (26,2)                                                                        | 1,0 (33,8)                                                                         | 4,0 (39,2)                                                                         | 2,6 (36,7)                                                                         | −2,6 (27,3)                                                                        | −7,0 (19,4)                                                                        | −15,1 (4,8)                                                                        | −27,0 (−16,6)                                                                      | −29 (−20,2)                                                                        |
| Количина падавина, mm (in)                                                         | 45 (1,77)                                                                          | 42 (1,65)                                                                          | 47 (1,85)                                                                          | 88 (3,46)                                                                          | 109 (4,29)                                                                         | 100 (3,94)                                                                         | 98 (3,86)                                                                          | 68 (2,68)                                                                          | 49 (1,93)                                                                          | 55 (2,17)                                                                          | 55 (2,17)                                                                          | 49 (1,93)                                                                          | 805 (31,7)                                                                         |
| Дани са падавинама (≥ 1.0 mm)                                                      | 10                                                                                 | 9                                                                                  | 9                                                                                  | 10                                                                                 | 11                                                                                 | 12                                                                                 | 11                                                                                 | 11                                                                                 | 9                                                                                  | 7                                                                                  | 10                                                                                 | 10                                                                                 | 119                                                                                |
| Сунчани сати — месечни просек                                                      | 47,8                                                                               | 77,0                                                                               | 128,2                                                                              | 160,7                                                                              | 203,2                                                                              | 209,3                                                                              | 232,4                                                                              | 210,4                                                                              | 166,9                                                                              | 119,9                                                                              | 60,1                                                                               | 44,0                                                                               | 1.659,9                                                                            |
| Извор: NOAA                                                                        |                                                                                    |                                                                                    |                                                                                    |                                                                                    |                                                                                    |                                                                                    |                                                                                    |                                                                                    |                                                                                    |                                                                                    |                                                                                    |                                                                                    |                                                                                    |

## Историја
Први подаци о Минхену потичу из 6. века нове ере када су Баварци, племе Алемана, основали више насеобина на реци Изар. Место тих насеобина дан данас можемо препознати по наставку –инг, као што су делови Минхена: Швабинг, Аубинг, Сендлинг... Крајем 10. века и почетком 11. века монаси оснивају манастир који се звао Апуд Мунихен. Од тога потиче данашње име за овај град. 1158. године Хенрик Лав оснива град коме даје име Минхен. Краљевска породица Вителсбах 1180. проглашава Минхен за резиденцију краљевске породице. 
Већ 1390. године Минхен има око 10.000 становника. У 15. веку почиње процват Минхена док се у ренесанси и бароку граде многе грађевине које дан данас представљају најлепше споменике у Минхену. Најзначајнији владар, коме Минхен дугује данашњи изглед, је краљ Лудвиг I (владао од 1825—1848). Он је Минхен уздигао до културне и духовне престонице Европе у то доба и спречио индустријализацију, зато дан данас Минхен представља један од ретких градова у Немачкој који је успео да фабрике удаљи од града. 
Након Првог светског рата долази до великих промена у Минхену када наступају глад и сиромаштво. Овакве корените промене су довеле до тога да Минхен постане центар национал-социјалиста. Адолф Хитлер 1923. предузима марш на Минхен, који бива брутално угушен од стране власти, али већ 10 година касније Минхен је у чврстим рукама „Фирера“. 
У Другом светском рату Минхен је претрпео огромне штете а као доказ томе служи податак да је су неки делови града потпуно уништени а да је чак 70% зграда срушено. Почетком 1950. нагло долази до развоја Минхена и већ 1962. Минхен пробија Милионску границу. Међутим, највећи напредак Минхен је остварио за време Летњих олимпијских игара 1972, као и за време Светског првенства у фудбалу 1974. Олимпијске игре из 1972. остаће и забележене због терористичког напада на делегацију и спортисте из Израела.

## Становништво
Подаци показују да Минхен (са околином) данас има око 2 милиона становника и тиме представља трећи по величини град у Немачкој иза Берлина и Хамбурга. Процењује се да у Минхену живи више од 400.000 странаца од којих најбројније мањине чине Турци, који се у Минхену познати као продавци бурека и пита и као власници оријенталних радњи, Италијани, који се баве махом увозом специјалитета из Италије, Југословени, као и Грци продавци гироса. 
Највише заступљена религија је католичка (око 40% становника), коју следи протестантска позната као и евангелистичка (30%) као и муслиманска (10%). Оволико велики број странаца довео је до тога да Минхен поприми обележја једног космополитског града а да његови становници буду јако љубазни и гостопримљиви према сваком. Велики број странаца довео је и до формирања делова града у којима искључиво живе мањине.

## Архитектура града и културно историјски споменици
Архитектонску слику Минхена карактеришу више фаза од којих прва почиње већ 1294. године. Када је цар Лудвиг IV Баварски Минхену дао монопол над продајом соли почели су радови на зидинама како би се град заштитио од напада разбојника и непријатеља. Тако Минхен добија прве зидине које су стајале до 18. века. Остаци ових зидина могу се дан данас видети на:
- Тргу Сендлингер тор

1310. године су изграђене куле које су представљале капије-улаз у град као и осматрачницу
- Тргу Исар Тор

Када се град проширивао 1330. године Исартор је добио улогу источног улаза у град и ту се граде стражарске куле. Главни торањ је завршен 1337.
- Тргу Карлстор (до 1761. Нојхаузер тор)

Године 1302. је Карлстор саграђен као западни улаз у град.
Најстарија црква у Минхену потиче из овог периода, Црква светог Петра, међутим од старог изгледа цркве су остали само темељи док је остали део урађен у барокном стилу.
Након више година стагнирања крајем почетком 15. века почиње архитектонски и уметнички успон Минхена. Архитекта Јоерг фон Халсбах почиње радове на Фрауенкирхе (женска црква) 1468. а завршава 1488. када Фрауенкирхе постаје црква са највећом халом у Немачкој. Фрауенкирхе данас представља заштитни знак Минхена са своја два 99 m висока звоника, која су додата 1525. и 109 m дугачком халом. Радови на старој градској скупштини су почели у истом периоду од истог архитекте, а завршени су 1480. године. Већи део старе градске скупштине су уништене у пожару тако да се данас види само реконструкција која је завршена 1977. За време конфликта између Католичке цркве и Реформиста Мартина Лутера, војвода Вилхелм V је стао на страну Католичке цркве и постао центар контрареформе. Језуити, који су тада дошли у град, обележили су и архитектуру тог времена и уз помоћ Вилхелмовог наследника Максимилијана гради се антикварница Резиденције (1569—1571) која представља најзначајнији споменик ренесансе северно од Алпа. Цела резиденција породице Вителсбах завршена је тек 1610. и данас је једна од најлепших грађевина у Минхену.
После опште пропасти Немачког царства за време Тридесетогодишњег рата и заузимања Минхена од стране Густава Адолфа краља Шведске, крајем 17. века архитекте опет имају пуне руке посла. Италијанске архитекте Барели и Цукали граде Театинер цркву (1663—1688) која је истовремено служила као резиденција са 70 m високим звоницима. Између Театинер цркве и Резиденциград јеи се четврт у француском стилу са бројним палатама које дан данас красе овај део Минхена. Дворац Нимфенбург представља ремек-дело овог периода. Градња је почела 1664. године а завршена тек 1820. Налази се изван центра Минхена и заправо је поклон Фердинанда Марије својој жени Аделаиде од Савоје у част рођења сина Максимилијана Емануела. Прави назив овог здања је Кастело деле Нифе. 1745. завршено је позориште Кувиље које представља почетак рококоа у Немачкој. Већ тада је Минхен представљао један од највећих градова у Немачкој а 1780. броји 35.000 становника. Значајан утицај на даљи развој града било је рушење градских зидина 1791, чиме се Минхен шири на околна места. Већ тада Карлстор добија свој други назив Штахус. Порекло овог имена није разјашњено али се претпоставља да су две приче кумовале називу: власник једне кафане у близини Карлстора се звао Еустахије или да је постојала кафана код Штахелгартена што у преводу значи код самострела-Штахел. 1791. почињу и радови на енглеском парку у центру града. Овај јавни парк представља један од највећих своје врсту на целом свету (5 km × 1 km), у склопу ког се налази Кинеска Кула и Моноптерос.
Највећи утицај на архитектуру града без сумње је оставио Лудвиг I који је проширио град и изградио монументалне грађевине на улици под његовим именом, под вођством архитекте Леа фон Кленцеа:
1. Зграда Министарства Финансије 1816—1821. која је идентична као
2. Зграда Министарства Баварске 1826—1828. са концертном салом 34mx22m
3. Велики Базар 1824—1826. у коме се налази један од најстаријих Кафеа
4. Ратно Министарство 1827—1830.
5. Стара Пинакотека 1826—1836. највећи музеј са укупном дужином од 137

Лео фон Келнце такође гради Краљевски трг са Глиптотеком (1816—1830) и Пропилејима (1846—1862) и Национално позориште (1811—1818) са 2100 седишта.
Архитекта Фридрих фон Гертнер гради такође на Лудвиговој улици следеће зграде:
1. Тријумфална капија 1843—1852. по угледу на Константинов славолук у Риму
2. Лудвигова црква 1829—1844. једна од најлепших цркава у Минхену
3. Баварска Библиотека 1832—1843. копија Ермитажа у Лењинграду и највећа зграда
4. Универзитетска зграда 1833—1837. поклон Лудвига грађанима Минхена
5. Војничка Хала 1841—1844. са спомеником богу Одеону

Један од највећих архитектонских подухвата тог доба представља изградња Максимилијанове улице (1853—1865) са хотелом Четири годишња доба, Скупштином Доње Баварске и Максимилијанеумом који представља скупштину Баварске и реплику Партенона у Атини.
Крајем 19. и почетком 20. века граде се једне од највећих и најлепших зграда у Минхену.
1. Градска Пивница 1896—1897. први пут јавно точење пива
2. Војни Музеј 1900—1905. са 32 m високом куполом
3. Баварска Хипотекарна-кредитна банка 1895—1896. најзначајнија барокна зграда
4. Агустинска Пивница 1897—1898. са 2000 места највећи ресторан у Минхену
5. Палата правде 1891—1898. новобарокна зграда са лифтовима и климатизацијом
6. Зграда Уметника 1892—1900. у стилу немачке ренесансе
7. Баварска Берза 1896—1898.
8. Анђео Мира 1895. који је опточен златом и пружа предиван поглед на Минхен
9. Немачки Музеј чија изградња је трајала скоро 90 година 1906—1982.
10. Мостови на Изару 1899—1905. налик на мостове у Фиренци укупно 8

Након Првог и Другог светског рата у коме је Минхен срушен до темеља почиње период рестаурације и реконструкције града. Убрзо након Другог светског рата, 1950. године, Градска скупштина доноси одлуку да се све зграде које су срушене у бомбардовању поново изграде у свом стилу. Тако Минхен постепено постаје реплика старог Минхена а радови на срушеним зградама се завршавају тек крајем 20. века. Када се Минхен кандидовао као место одржавања летњих Олимпијских игара почела је велика изградња и Минхен почиње да гради у новијим стиловима али ван центра града тако да данас постоји својеврсни контраст у Минхену. Улица Сунца која се налази на месту срушених зидина налик на Париз или Барселону, представља границу између старог и новог Минхена. За потребе Олимпијских игара проширени су Минхенски аеродром и железничка станица и изграђен сајам.

## Партнерски градови
- Единбург
- Верона
- Бордо
- Сапоро
- Синсинати
- Кијев
- Хараре
- Басра
- Мешхед
- Суботица